# James G. Connolly

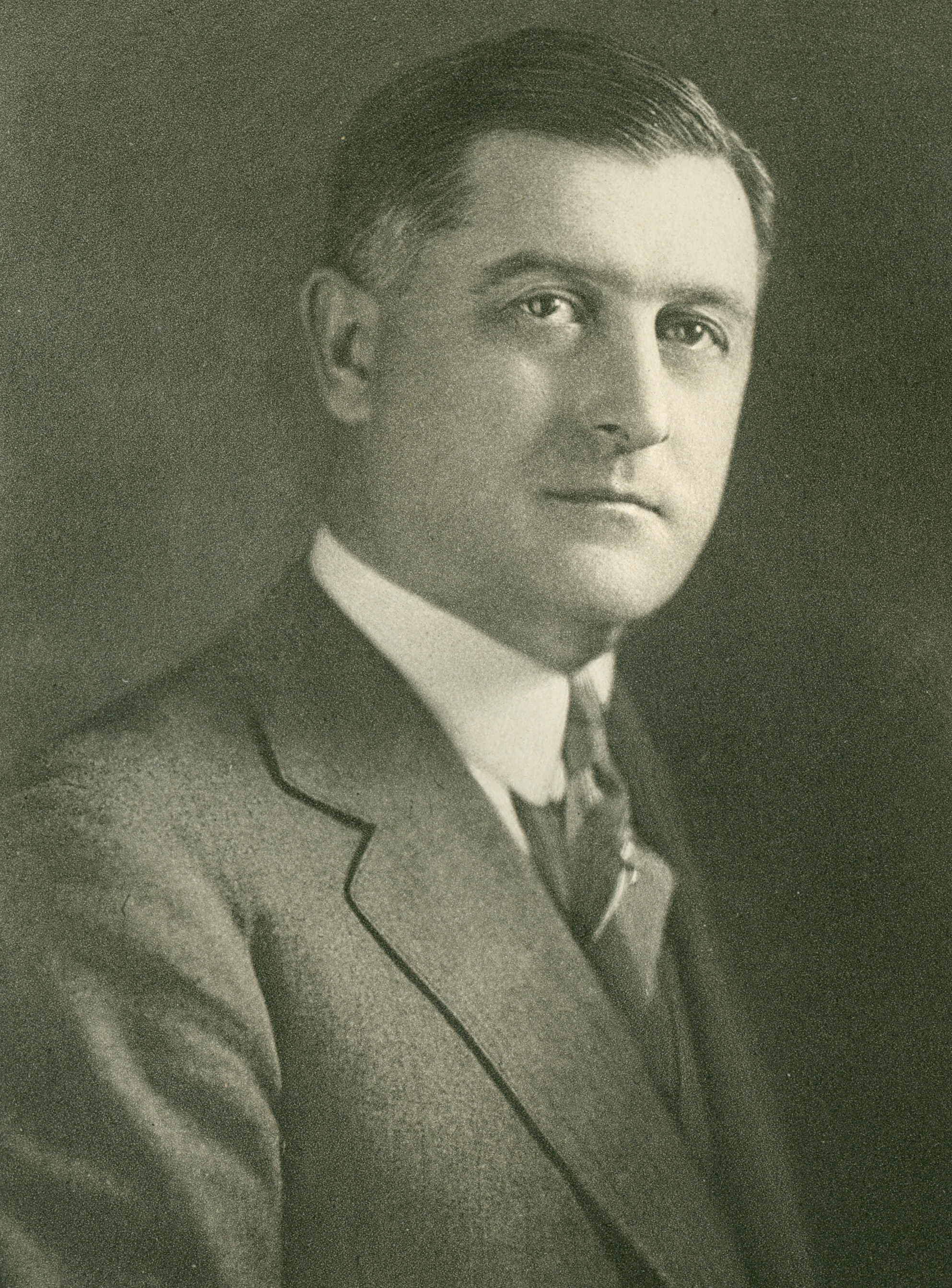

James Greenan Connolly (* 28. März 1886 in West Warwick, Rhode Island; † 31. August 1952 in Digby, Kanada) war ein US-amerikanischer Politiker. Zwischen 1929 und 1933 war er Vizegouverneur des Bundesstaates Rhode Island.
Die Quellenlage über James Connolly ist relativ schlecht. Nach einem Jurastudium und seiner Zulassung als Rechtsanwalt begann er in diesem Beruf zu arbeiten. Er lebte zumindest zeitweise in Pawtucket und war Mitglied der Republikanischen Partei. 1928 wurde er an der Seite von Norman S. Case zum Vizegouverneur von Rhode Island gewählt. Dieses Amt bekleidete er zwischen 1929 und 1933. Dabei war er Stellvertreter des Gouverneurs und Vorsitzender des Staatssenats. Nach seiner Zeit als Vizegouverneur verliert sich seine Spur wieder. Es wird nur noch erwähnt, dass er auf dem St. Francis Cemetery in Pawtucket beigesetzt wurde. 